# Tương Hương
Tương Hương (chữ Hán giản thể: 湘乡市, bính âm: xiang xiang shì, âm Hán Việt: Tương Hương thị) là một thành phố cấp huyện thuộc địa cấp thị Tương Đàm tỉnh Hồ Nam Cộng hòa Nhân dân Trung Hoa. Thành phố này có diện tích 2004 ki-lô-mét vuông, dân số năm 2006 là 907.831 người. Mã số bưu chính của thành phố Tương Hương là 411400, mã số hành chính là 430381, mã vùng điện thoại là 0732. Đây là quê hương của Tưởng Uyển, Tằng Quốc Phiên.